# Nordatlantischer Subpolarwirbel

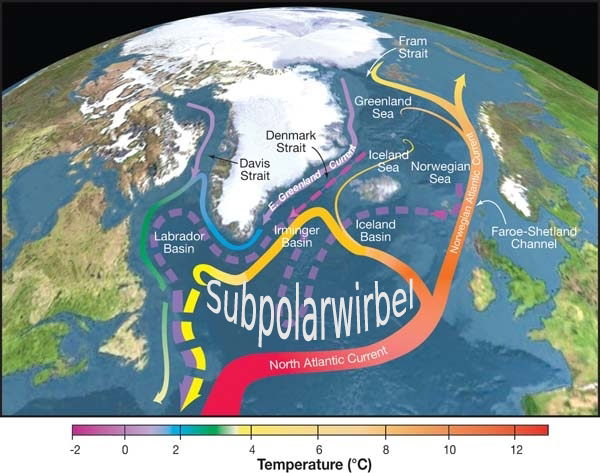
Der Subpolarwirbel im Nordatlantik

Der Nordatlantische Subpolarwirbel (engl. North Atlantic Subpolar Gyre, SPG), manchmal auch nur: Atlantischer Subpolarwirbel (Atlantic Subpolar Gyre), ist ein großräumiges, zyklonales (gegen den Uhrzeigersinn verlaufendes) Strömungssystem im Nordatlantik. Es umfasst die Meeresgebiete südlich von Grönland, östlich von Neufundland und westlich der Britischen Inseln. Der Wirbel spielt eine entscheidende Rolle für die Ozeanzirkulation, den Wärmetransport und die Klimavariabilität in der Nordatlantikregion.

## Zusammensetzung und Struktur
Der Subpolarwirbel erstreckt sich zwischen etwa 50°N und 65°N und umfasst Teile der Labrador- und der Irmingersee sowie der Region südlich von Grönland. Er setzt sich aus mehreren wichtigen ozeanischen Strömungen zusammen, darunter:
- der Labradorstrom im Westen (kalt, südwärts gerichtet),
- der Nordatlantikstrom im Süden und Osten (warm, nordostwärts gerichtet),
- der Irmingerstrom südlich von Grönland (warm, nordwärts gerichtet),
- der Ostgrönlandstrom (kalt, südwärts gerichtet),
- der Westgrönlandstrom entlang der grönländischen Küste (kalt, nordwärts gerichtet).

Diese Strömungen transportieren sowohl warmes als auch kaltes Wasser und sind in komplexer Weise durch Temperatur-, Salzgehalts- und Dichteunterschiede miteinander gekoppelt. Sie bilden zusammen eine kreisförmige Bewegung, die für den Austausch von Wärme, Salz und Nährstoffen zwischen den subpolaren und den subtropischen Regionen verantwortlich ist.

## Dynamik und Einflussfaktoren

### Interaktion mit Atmosphäre und Süßwasserzufluss
Der Atlantische Subpolare Wirbel wird stark durch thermohaline Zirkulation und durch atmosphärische Zirkulationsmuster wie die Nordatlantische Oszillation (NAO) beeinflusst. Positive NAO-Phasen verstärken den subpolaren Wirbel und führen zu einer stärkeren Zufuhr warmer Wassermassen aus südlicheren Breiten. Negative NAO-Phasen hingegen schwächen den Wirbel und fördern die Ansammlung kalter Wassermassen.
Ein weiterer Einflussfaktor ist der Süßwasserzufluss durch Schmelzwasser von Grönland und arktischen Eisgebieten. Dieser kann die Dichte des Oberflächenwassers senken, die Tiefenwasserbildung hemmen und somit die gesamte Zirkulation verlangsamen.

### Bistabilität und Klimasensitivität
Einige Modelle deuten darauf hin, dass der Subpolarwirbel bistabil sein könnte, d. h., er kann zwischen zwei stabilen Zuständen wechseln:  einem starken, kontrahierten Modus (kühler Nordatlantik) und einem schwachen, expandierten Modus (wärmerer Nordatlantik). Diese Bistabilität könnte abrupte Klimaänderungen in der Vergangenheit erklären, wie etwa die Dansgaard-Oeschger-Ereignisse während der letzten Eiszeit.

## Rolle im Klimasystem
Der Atlantische Subpolarwirbel (SPG) ist ein zentraler Akteur im nordatlantischen Klimasystem. Seine Dynamik beeinflusst sowohl die Ozeanzirkulation als auch die globalen Klimamuster.
Der SPG steuert die Tiefenwasserbildung im Labrador- und Irminger-Meer, die für die AMOC essenziell ist. Kaltes, salzreiches Wasser sinkt hier in große Tiefen ab und trägt somit wesentlich zur Bildung des nordatlantischen Tiefenwassers (NADW) bei. Eine Verstärkung des Wirbels führt zu vermehrter konvektiver Durchmischung, wodurch mehr kaltes, salzreiches Wasser absinkt, was die AMOC weiter antreibt. Umgekehrt kann eine Abschwächung des SPG (z. B. durch Süßwassereintrag aus der Arktis) die Tiefenkonvektion unterdrücken und die AMOC schwächen.
Der SPG wirkt als Wärmepuffer, indem er warmes subtropisches Wasser nach Norden und kaltes polares Wasser nach Süden transportiert. Seit den 1990er Jahren wird eine Abkühlung im subpolaren Nordatlantik beobachtet, die mit einer Abschwächung des SPG und veränderten Wärmeflüssen zusammenhängt.
Veränderungen im SPG korrelieren mit Wetterextremen in Europa, da sie die Position des Jetstreams und Zugbahnen von Stürmen beeinflussen.  Ein schwächerer SPG kann zu kälteren Wintern in Nordwesteuropa führen, während ein stärkerer Wirbel mildere Bedingungen begünstigt.
Diese Veränderungen im SPG manifestieren sich deutlich in der sogenannten Nordatlantischen Kaltanomalie (Cold Blob), die seit den 1990er Jahren beobachtet wird und weitreichende klimatologische Konsequenzen hat.

## Der „Cold Blob“ im Nordatlantik: Eine klimatische Besonderheit

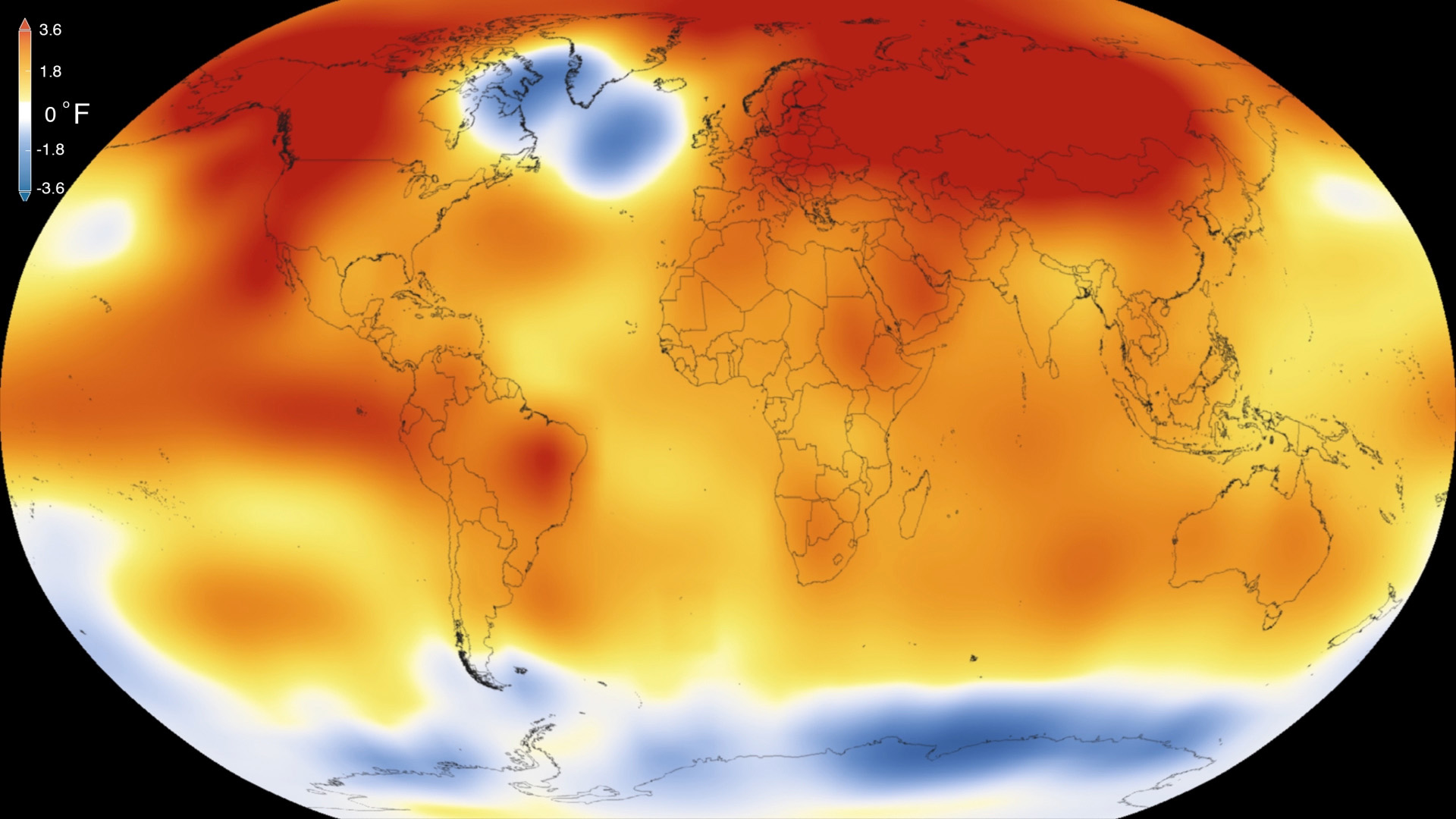
Cold Blob im subpolaren Nordatlantik, südlich von Grönland

Der Cold Blob (deutsch: „Kälteblase“) stellt eine der sichtbarsten Klimaanomalien im Zusammenhang mit der Abschwächung des Atlantischen Subpolarwirbels dar. Während sich die meisten Regionen der Erde im Zuge des globalen Klimawandels erwärmen, zeigt dieser Bereich südlich von Grönland eine gegenläufige Entwicklung. Seit den frühen 1990er Jahren verzeichnet diese Region eine deutliche Abkühlung der Meeresoberflächentemperaturen – ein scheinbar paradoxes Verhalten, das intensive wissenschaftliche Untersuchungen nach sich gezogen hat.
Die Cold-Blob-Anomalie wurde erstmals in den 2010er Jahren systematisch beschrieben, als Klimaforscher eine auffällige Diskrepanz zwischen den globalen Erwärmungstrends und den Temperaturentwicklungen im subpolaren Nordatlantik feststellten. Die Anomalie erstreckt sich über ein Gebiet von etwa 2 Millionen Quadratkilometern, was in etwa der fünffachen Fläche Deutschlands entspricht. Die durchschnittliche Abkühlung beträgt hier etwa 0,5–1 °C im Vergleich zum langjährigen Mittel, mit besonders ausgeprägten Abweichungen in den Wintermonaten.
Die Entstehung des Cold Blob lässt sich auf ein komplexes Zusammenspiel verschiedener ozeanischer und atmosphärischer Prozesse zurückführen: So hat sich der Subpolarwirbel seit Mitte der 1990er Jahre deutlich abgeschwächt. Diese Abschwächung führt zu einer reduzierten Zufuhr warmer Wassermassen aus südlicheren Breiten. Gleichzeitig wird mehr kaltes arktisches Wasser in die Region transportiert, was die Abkühlung verstärkt.
Der zunehmende Eintrag von Süßwasser – vor allem durch das Abschmelzen des grönländischen Eisschildes –, erhöhte Niederschläge in den subpolaren Regionen und eine veränderte Meereisdynamik führen zu einer stärkeren Schichtung des Oberflächenwassers. Dies behindert den vertikalen Wärmeaustausch und verstärkt die Kaltanomalie.
Veränderte Zirkulationsmuster, insbesondere die Nordatlantische Oszillation (NAO), spielen eine wichtige Rolle bei der Modulation des Cold Blob. Phasen mit negativem NAO-Index begünstigen die Abkühlung durch veränderte Windmuster und Wärmetransporte.
Die Auswirkungen des Cold Blob reichen weit über die unmittelbare Meeresregion hinaus: die Beeinflussung der Großwetterlagen bedeutet für Europa die Erhöhung der Wahrscheinlichkeit für blockierende Wetterlagen, potenzielle Veränderungen von Sturmzugbahnen und eine mögliche Verbindung zu extremen Kältewellen im Winter.
Auf das globale Klima würde sich insbesondere die potenzielle Schwächung der atlantischen meridionalen Umwälzzirkulation (AMOC) auswirken. Sie hätte Einfluss auf die Verteilung von Wärme und Salz im Nordatlantik und könnte zu Rückkopplungen mit der arktischen Amplifikation führen.
Die wissenschaftliche Diskussion um den Cold Blob ist nach wie vor in vollem Gange. Während einige Forscher ihn als vorübergehende natürliche Schwankung interpretieren, sehen andere darin ein mögliches Frühwarnsignal für grundlegende Veränderungen im atlantischen Klimasystem. Besondere Aufmerksamkeit gilt dabei der Frage nach möglichen Kipppunkten im Klimasystem, der langfristigen Entwicklung der AMOC, den Wechselwirkungen mit dem grönländischen Eisschild und den Auswirkungen auf marine Ökosysteme.
Klimamodelle deuten darauf hin, dass der Cold Blob in den kommenden Jahrzehnten ein persistentes Merkmal des Nordatlantiks bleiben könnte. Seine weitere Entwicklung wird maßgeblich von drei Faktoren abhängen:
1. der Entwicklung des grönländischen Eisschildes,
2. der Stärke der atlantischen Umwälzzirkulation und
3. den großräumigen atmosphärischen Zirkulationsmustern.

Die kontinuierliche Beobachtung und Erforschung dieses Phänomens bleibt daher von entscheidender Bedeutung für unser Verständnis des nordatlantischen Klimasystems und seiner zukünftigen Entwicklung.

## Aktuelle Forschung und Klimawandel

### Abschwächungstendenzen und mögliche Kipppunkte
Satellitendaten, ozeanographische Messungen und Modellrechnungen zeigen seit den 1990er Jahren eine allmähliche Abschwächung des subpolaren Wirbels. Das wird mit einem erhöhten Süßwassereintrag aus der Arktis (Schmelzwasser, Niederschläge) in Zusammenhang gebracht.  Eine schwächere Zirkulation bedeutet weniger Wärmetransport von den Tropen nach Europa und kann regionale Klimaeffekte wie kühlere Sommer in Nordeuropa oder vermehrte Winterstürme begünstigen. Klimamodelle deuten darauf hin, dass der SPG empfindlich auf anthropogene Erwärmung reagiert und unter bestimmten Bedingungen sogar kollabieren könnte – mit drastischen Folgen für die AMOC.

### Einfluss des Schmelzwassers von Grönland
Der zunehmende Eintrag von Schmelzwasser aus dem grönländischen Eisschild und der Arktis führt zu einer Abnahme der Oberflächensalinität in den subpolaren Regionen. Dieses Süßwasser bleibt an der Oberfläche, da es leichter als salzhaltiges Wasser ist, und hemmt dadurch die Bildung von Tiefenwasser im Nordatlantik. Dieser Prozess wirkt direkt dämpfend auf die Zirkulation des subpolaren Wirbels und kann langfristig zu einem Zustand führen, der in Klimamodellen als „Stagnation“ oder gar „Zusammenbruch“ der AMOC beschrieben wird.

### Vorhersagbarkeit und dekadische Klimaprognosen
Der SPG zeigt dekadische Schwankungen, die für Klimavorhersagen genutzt werden können. Aktuelle Studien nutzen hochauflösende Ozeanmodelle, um die Wechselwirkung zwischen SPG und AMOC besser zu verstehen und Frühwarnsignale für abrupte Änderungen zu identifizieren.

### Rückkopplungseffekte und mögliche Kipppunkte
Einige Klimamodelle weisen darauf hin, dass sich der Atlantische Subpolare Wirbel in einem Bereich befinden könnte, in dem er auf weitere Störungen nichtlinear reagiert. Ein starker Rückgang könnte Rückkopplungseffekte auslösen, etwa durch veränderte Windmuster, weiter zunehmenden Süßwasserzufluss oder eine verstärkte Meereisbedeckung, was zu einer kritischen Schwelle führen könnte. Das Überschreiten solcher Kipppunkte könnte zu einem dauerhaften Zustand reduzierter Zirkulation führen, mit tiefgreifenden Auswirkungen auf das Klima der Nordhalbkugel.

### Auswirkungen auf marine Ökosysteme

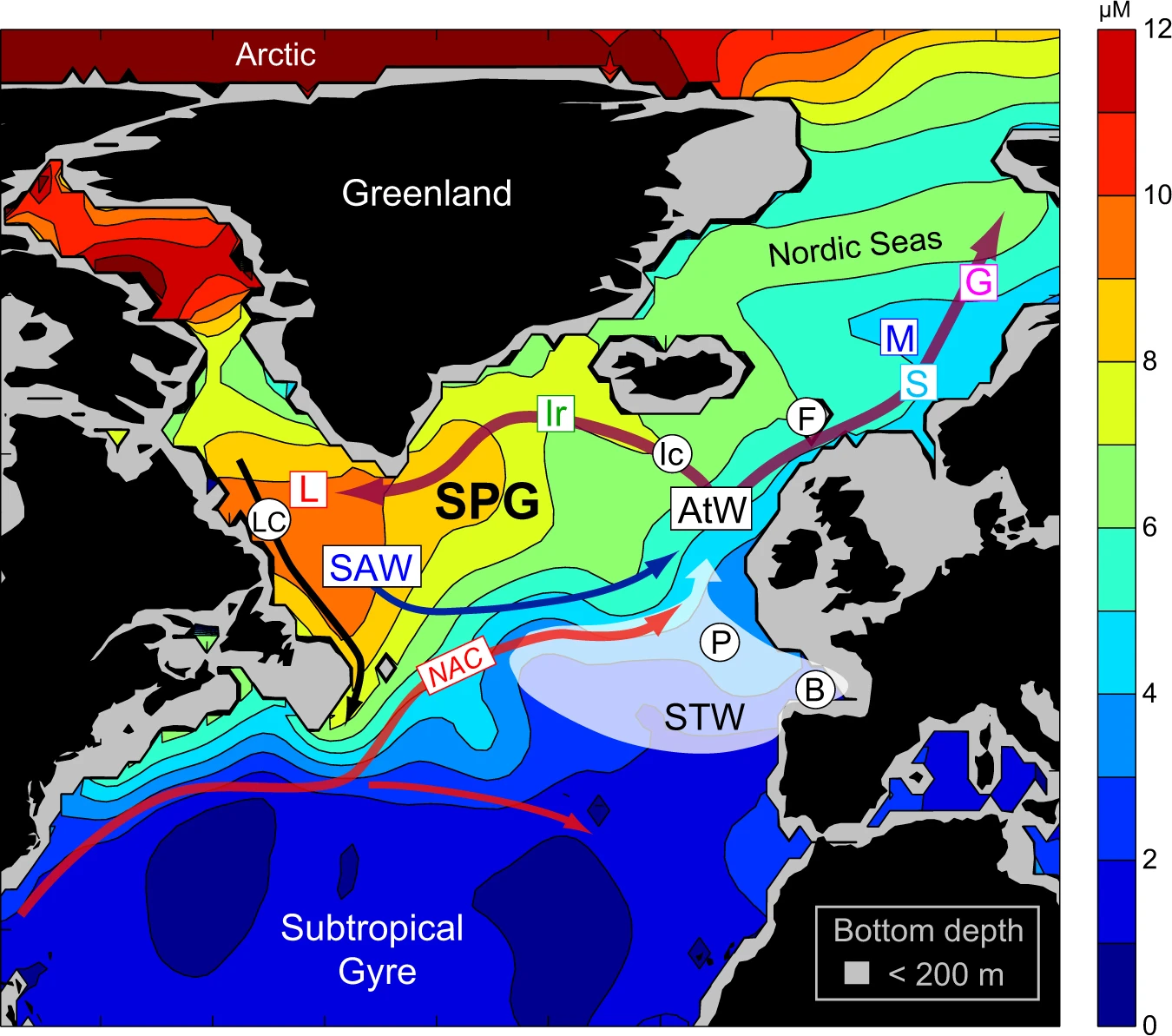
Silikatkonzentrationen in der oberen Ozeanhälfte (0–200 m) im April aus dem World Ocean Atlas20. Abk.: Subpolarwirbel (SPG), Subarktisches Wasser (SAW), Subtropisches Wasser (STW), Atlantisches Wasser (AtW) und Nordatlantikstrom (NAC).

Veränderungen im SPG beeinflussen die Nährstoffverteilung (z. B. Silikat) und damit das Wachstum von Phytoplankton.  Verschiebungen der Fischpopulationen (z. B. Kabeljau) sind bereits dokumentiert, da sich die Produktivität der Nahrungsnetze ändert.

### Offene Forschungsfragen
- Wie stark ist der SPG natürlicher Variabilität im Vergleich zu anthropogenen Einflüssen unterworfen?
- Könnte eine künftige Erholung des SPG die AMOC stabilisieren, oder überwiegen die destabilisierenden Effekte der Erwärmung?[18]

## Messung und Forschung
Die Untersuchung des subpolaren Wirbels erfolgt durch ein Zusammenspiel aus Ozeanbojen, Satellitenbeobachtungen, Forschungsschiffen und numerischen Modellen. Projekte wie OSNAP (Overturning in the Subpolar North Atlantic Program) haben entscheidend zur Verbesserung des Verständnisses über die Dynamik dieses Systems beigetragen.